# فرامرز رفیع‌پور
فرامرز رفیع‌پور (زادهٔ ۱۳۲۰ در تهران)، جامعه‌شناس، پژوهشگر و نویسنده ایرانی است. او عضو پیوسته فرهنگستان علوم ایران و استاد بازنشسته دانشگاه شهید بهشتی می‌باشد و از او، که از برجسته‌ترین جامعه‌شناسان ایران می‌باشد، با عنوان پروفسور یاد می‌شود. وی در سال ۱۳۸۹ به عنوان چهره ماندگار جامعه‌شناسی و در سال ۱۳۹۰ به عنوان استاد برجسته جایزه علمی علامه طباطبایی بنیاد ملی نخبگان برگزیده شد.
وی دارای دکترای علوم اجتماعی از دانشگاه هوهِن‌هایم اشتوتگارت، فوق دکترای روش تدریس از دانشگاه کاسل ایالت ویتسن‌هاوزن، و درجه پروفسوری در جامعه‌شناسی توسعه روستایی از دانشگاه هوهِن‌هایم است.

## زندگی
در سال ۱۳۲۰ در تهران زاده شد.

### تحصیلات
در سال ۱۳۳۹ دیپلم دبیرستان را در تهران گرفت.
در سال ۱۳۴۵ مدرک کارشناسی در رشتهٔ مهندسی کشاورزی را کسب نمود و دو سال بعد، در سال ۱۳۴۷، با نوشتن پایان‌نامه ای به موضوع اقتصاد کشاورزی در جامعه روستایی موفق به کسب کارشناسی ارشد در مهندسی کشاورزی گشت و از دانشگاه هوهِن‌هایم آلمان فارغ‌التحصیل گردید.
او رساله دکترای خود را، در جامعه‌شناسی روستایی، به راهنمایی استادش پرفسور هارتموت آلبرشت (که کتاب آناتومی جامعه را به وی تقدیم نموده) نوشت و در سال ۱۳۵۲ از آن در دانشگاه هوهِن‌هایم اشتوتگارت دفاع نموده، موفق به کسب درجه دکتری گردید. وی در سالهای ۱۳۵۲/۵۳ دوره تحقیقاتی فوق دکتری را در رشته روش تدریس با موفقیت در دانشگاه کاسل ویتسن‌هاوزن گذراند.
رفیع پور در سال ۱۳۶۶ موفق به کسب درجهٔ شایستگی (درجه علمی) (رساله پروفسوری) در «جامعه‌شناسی توسعه روستایی» از دانشگاه هوهِن‌هایم اشتوتگارت گردید. و از آن سال تا سال۱۳۸۳ پرفسور مدعو در رشته جامعه‌شناسی روستایی در دانشگاه هوهِن‌هایم بود.

## سوابق علمی
پس از دریافت درجهٔ پروفسوری از دانشگاه هوهِنهایم اشتوتگارت در سال ۱۳۶۶، تا سال ۱۳۸۳ در این دانشگاه تدریس کرد و هم‌زمان در دانشگاه شهید بهشتی نیز با سمت استادی مشغول تدریس شد. در سال ۱۳۶۷ (۸۹–۱۹۸۸) استاد مدعو دانشگاه ویسکانسین - مدیسون آمریکا بود.
در سال ۱۳۷۱ استاد نمونه دانشگاه شهید بهشتی و در سال ۱۳۷۵ به عنوان استاد نمونه مؤسسات آموزش عالی ایران انتخاب شد. در سال ۱۳۷۹ عضو کمیسیون علوم انسانی شورای پژوهش‌های کشور، در ۱۳۸۲ عضو هیئت ممیزه دانشگاه شهید بهشتی، و در ۱۳۸۴ به عضویت شورای دانشگاه شهید بهشتی درآمد.
از ۱۳۸۲ تا ۱۳۸۵ رئیس دانشکده ادبیات و علوم انسانی دانشگاه شهید بهشتی بود و در ۱۳۸۶ به سرپرستی کمیته علوم اجتماعی شورایعالی برنامه‌ریزی درآمد. وی عضو پیوستهٔ فرهنگستان علوم ایران، عضو شورای پژوهشی فرهنگستان علوم ایران، عضو شورای پژوهشی فرهنگستان علوم پزشکی ایران، عضو هیئت ممیزه مرکزی علوم انسانی وزارت علوم، تحقیقات و فناوری، عضو هیئت امناء پژوهشگاه علوم انسانی و مطالعات فرهنگی بوده‌است.
وی از سال ۲۰۰۵ برای بار دیگر، به استادی دانشگاه هوفن‌هایم در اشتوتگارت آلمان درآمد. وی در گروه علوم اجتماعی دانشکده ادبیات و علوم انسانی دانشگاه شهید بهشتی نیز با سمت استادی مشغول به تدریس بوده‌است.

## دیدگاه‌ها و نظریات
دو کتاب «توسعه و تضاد» و «آناتومی جامعه» وی در جامعهٔ دانشگاهی علوم اجتماعی ایران مورد توجه قرار گرفتند.
در کتاب «توسعه و تضاد» به تحلیل یکی از مشکلات پیچیده وقت ایران یعنی شناخت موانع رشد علمی در کشور و نیز ارائه طریق‌هایی برای برون رفت از آن می‌پردازد. این کتاب که حاصل ۱۲ سال تحقیق و زحمت مداوم وی بیان شده‌است در جایگاه نقاد سیاست‌های توسعه در ایران، آن را موجب به هم زدن تعادل اجتماعی، افزایش نابرابری، تغییر ارزش‌ها و پیدایش انواع مسائل و معضلات اجتماعی می‌داند. به عقیده وی این نابرابری باعث تغییر سریع ارزش‌های معنوی به سوی ارزش‌های مادی و بسط سودجویی و فردگرایی شده و نهایتاً رضایت اجتماعی و وحدت ملی را مورد تهدید جدی قرار داده‌است. او در این کتاب‌ها دربارهٔ مکانیزم تغییر هنجارها، از دو مقطع (مقطع «انقلاب و دوران جنگ» و دیگری «بعد از پایان جنگ و دوران توسعه») که در آن‌ها هنجارها و ارزش‌های اجتماعی دگرگون شدند، سخن رانده‌است.
وی دربارهٔ مکانیزم این تحول و تغییر هنجارها و ارزش‌های اجتماعی به یک طیف پنجگانه اشاره کرده که در این فرایند ایفای نقش می‌کنند: نوآورها، زودپذیرها، اکثریت زودپذیر، اکثریت دیرپذیر و در نهایت دیرپذیرها. او سپس به نوآورها و اکثریت زود پذیر و زودپذیرها اشاره کرده و یادآور می‌شود: «افراد رده‌های بالای اجتماع چیزهایی را که برایشان امتیاز و مزیت است، تبلیغ می‌کنند و به آنها بها می‌دهند و زودپذیرها، برای آن که از این قافله عقب نمانند، آن را می‌پذیرند» و این جریان ادامه می‌یابد تا آن نمودار قوسی هر جا به ماکزیمم رسید، هنجارها و ارزش‌های اجتماعی متناسب با آن پیدا می‌شود.
کتاب «آناتومی جامعه» مقدمه‌ای بر جامعه‌شناسی کاربردی می‌باشد. وی در این کتاب کوشیده‌است مفاهیم و قانونمندی‌های جامعه‌شناسی را مطرح سازد، با این تفاوت که در این نوع نابرابری جدید، اکثر گروه‌ها با کاهش درآمد روبرو هستند و قشر متوسط در حال تقلیل است. این قالب نابرابری جدید، تغییر سریع ارزش‌های معنوی به سوی ارزش‌های مادی، سودجویی و فردگرایی را در جامعه گسترش داد و ملاحظات اجتماعی، اعتماد اجتماعی، انسجام اجتماعی و نظم اجتماعی و نهایتاً رضایت اجتماعی و وحدت ملی را مورد تهدید جدی قرار داد.
«کندوکاوها و پنداشته‌ها»، مقدمه‌ای بر روش‌های شناخت جامعه و تحقیقات اجتماعی است و وی در این کتاب «روشهای قابل اطمینان» دستیابی به شناخت به عنوان عنصر اساسی «دانش» را مطرح می‌سازد که می‌بایست در مورد جامعه‌شناسی پیاده شود.
«جامعه روستایی و نیازهای آن» پژوهشی بود که فرامرز رفیع پور در ۳۲ روستای استان یزد انجام داد، روش‌های ساخته و پرداخته این پژوهش مورد استقبال محافل علمی آلمان نیز قرار گرفت و این کتاب از مهم‌ترین کتاب‌های پژوهشی است که در دوره معاصر در عرصه جامعه‌شناسی روستایی نوشته شد.
رفیع پور در کتاب «دریغ است ایران که ویران شود» پس از برشمردن جنایات و اعمال متجاوزانه استعمار کهن و استعمار نوین در میان ملت‌های جهان، از وجود دو جامعه رسمی و غیررسمی در ایران سخن می‌گوید که خصوصا در طول تاریخ معاصر ما همواره در حال ستیز با یکدیگر بوده‌اند. درحقیقت، دالّ مرکزی این کتاب همان «تئوری جامعه غیررسمی» و سوءاستفاده استعمار از آن است.
رفیع‌پور در صفحه ۱۲۵ می نویسد: «پیدایش جامعه غیررسمی در ایران از جنبش تنباکو آغاز شد.» با جنبش تنباکو نقش روحانیت در جامعه غیررسمی مشخص شد و استعمارگران به قدرت آن‌ها هوشیار شدند. گروه دیگری از جامعه غیررسمی بازرگانان هستند که در جنبش تنباکو نقش آن‌ها هم پررنگ شد. میدان‌داران میوه و تره‌بار، NGO‌ها، اوباش و زورخانه‌داران نیز گروه‌های دیگری از جامعه غیررسمی هستند که سازمان سیا و دیگر سازمان‌های اطلاعاتی دشمن به‌طور دقیق آن‌ها را زیر نظر دارند و سازمان‌دهی می‌کنند.
او در صفحه ۱۳۰ می‌نویسد: استعمار از درون طوری سازمان‌دهی می‌کند که جامعه غیررسمی و رسمی (حکومت) باهم تضاد و اختلاف داشته باشند.
نظریه‌های مهم نویسنده در صفحه ۱۳۸ چهارچوب‌بندی می‌شود. او حالات مختلف جامعه غیررسمی و میزان اثرگذاری هرکدام برای استعمار را این‌گونه مدل‌سازی می‌کند:
الف) اگر دو قدرت بخش رسمی و غیررسمی باهم همسو شوند، استعمار قادر به تسلط بر ایران نیست و ایران به یک قدرت شکست‌ناپذیر تبدیل می‌شود.
ب) اگر بتوان این دو بخش را از هم تفکیک کرد و بر بخش رسمی مسلط شد، در آن صورت قدرت‌های استعماری می‌توانند از طریق حکومت به اهداف خود دست یابند.
ج) اگر بتوان بخش غیررسمی را درمقابل بخش رسمی بسیج کرد، در آن صورت می‌توان یک حکومت را با نیروهای درونی خود آن کشور ساقط کرد.
د) اگر بتوان (در کنار بخش رسمی) بر بخش غیررسمی نیز مسلط شد، در آن صورت می‌توان پایه‌های استعمار را به‌طور پایدار و استوار تضمین کرد.
نویسنده در جمع بندی خود در صفحه ۸۴۵ مدل حکومتی ولایت‌فقیه را بهترین مدل برای همسویی بخش رسمی و بخش غیررسمی قدرت در کشور ایران می‌داند.
او در ادامه می‌نویسد: «توجه به شرایط انقلاب (شلوغی‌ها، حرکات گروه‌های سیاسی مختلف، وضعیت جهانی…) و تلاش‌های پیگیر و مستقیم آمریکا، مخصوصا با حضور آقای ژنرال هایزر در ایجاد حکومت مورد هدفش، طرح مدل ولایت‌فقیه یک راه‌حل جدید و نویددهنده برای رهایی از قالب استعمار به نظر می‌رسید. بدیهی است که این مدل نیز مانند همه نظریه‌های دیگر، با یافتن شرایط آرامش و امکان فرصت و تعمق درباره همه ابعاد آن می‌تواند موردبررسی بیشتر قرار گیرد؛ اما هسته اصلی این مدل به‌دوراز هرگونه پیش‌داوری و تمایل‌های مخالف یا موافق مذهب نشان می‌دهد ازنظر علمی و ملی دارای ابعاد قابل‌استفاده‌ برای حل مسائل ایران در شرایط بین‌المللی است… .»

## آثار علمی

### کتاب‌ها
- رفیع‌پور، فرامرز. ۱۳۷۰ (۱۳۶۴). جامعه روستایی و نیازهای آن: پژوهشی در ۳۲ روستای برگزیده استان یزد. تهران: شرکت سهامی انتشار. چاپ سوم.
- رفیع‌پور، فرامرز. ۱۳۷۲. سنجش گرایش روستائیان نسبت به جهاد سازندگی و عوامل مؤثر بر آن: پژوهشی در سه استان: اصفهان، فارس و خراسان. تهران: مرکز تحقیقات روستایی، وزارت جهاد سازندگی.
- رفیع‌پور، فرامرز. ۱۳۷۵. جامعه، احساس و موسیقی: کوششی در جهت آغاز یک بررسی جامعه‌شناختی از اثرات سازنده و مخرب موسیقی در ایران. تهران: شرکت سهامی انتشار.
- رفیع‌پور، فرامرز. ۱۳۷۵. وسایل ارتباط جمعی و تغییر ارزش‌های اجتماعی: پژوهشی دربارهٔ تأثیر فیلم‌های سینمایی، سریال‌ها تلویزیونی، ویدئو، روزنامه و تبلیغات. چاپ اول، تهران: وزارت فرهنگ و ارشاد، چاپ دوم، ۱۳۷۸. تهران: نشرفر.
- رفیع‌پور، فرامرز. ۱۳۷۶. توسعه و تضاد: کوششی در جهت تحلیل علل پیدایش انقلاب اسلامی و مسایل اجتماعی ایران. تهران: دانشگاه شهید بهشتی. چاپ چهارم، ۱۳۷۹، تهران: شرکت سهامی انتشار.
- رفیع‌پور، فرامرز. ۱۳۷۸. آناتومی جامعه: مقدمه‌ای بر جامعه‌شناسی کاربردی. چاپ دوم، ۱۳۸۰. تهران: شرکت سهامی انتشار.
- رفیع‌پور، فرامرز. ۱۳۷۸. آنومی یا آشفتگی‌های اجتماعی: پژوهشی دربارهٔ پناسیل آنومی. تهران: شرکت سروش.
- رفیع‌پور، فرامرز. ۱۳۷۸. کارایی بیمارستان‌ها: مقایسه‌ای در سه بیمارستان دولتی، خصوصی و آموزشی. تهران: بشیر.
- رفیع‌پور، فرامرز. ۱۳۸۰ (۱۳۶۰). کندوکاوها و پنداشته‌ها: مقدمه‌ای بر روش‌های شناخت جامعه و تحقیقات اجتماعی. تهران: شرکت سهامی انتشار. چاپ یازدهم.
- رفیع‌پور، فرامرز. ۱۳۸۱. موانع رشد علمی در ایران. تهران: شرکت سهامی انتشار.
- رفیع‌پور، فرامرز. ۱۳۸۲. تکنیک‌های خاص در علوم اجتماعی. تهران: شرکت سهامی انتشار.
- رفیع‌پور، فرامرز. ۱۳۸۳. علوم انسانی در ایران نگاهی از بیرون و درون. تهران: انتشارات دانشگاه شهید بهشتی.
- رفیع‌پور، فرامرز. ۱۳۸۶. سرطان اجتماعی فساد. تهران: شرکت سهامی انتشار. برگزیده جشنواره فارابی به عنوان کتاب سال ۱۳۸۶.
- رفیع‌پور، فرامرز. ۱۳۹۳. دریغ است ایران که ویران شود: جنگ فرهنگی، اجتماعی، سیاسی و اقتصادی (یک مدل تحلیلی): شرکت شهامی انتشار.
- رفیع‌پور، فرامرز. ۱۳۹۵. تضاد غرب و شرق: ایران و کشورهای غربی. تهران: شرکت سهامی انتشار.
- رفیع پور، فرامرز، 1402، قرآن و جامعه، شرکت سهامی انتشار

- Rafipoor, Faramarz. 1974: Das “ Extension and Development Corps “ im Iran. Eine empirische Untersuchung zur Feststellung effizienzrelevanter Faktoren und Beziehungen. Saarbruecken: SSIP،۱۹۷۴.
- Rafipoor, Faramarz. 1989 Beduerfnisse und Beduerfnisdynamik in der Entwicklungsplanung: Eine empirische Analyse zur Erarbeitung praxisrelevanter Ermittlungsmethoden in der Provinz Yasd/Iran. Frankfurt a.M: Campus, ۱۹۸۹.

### مقالات علمی
- رفیع‌پور، فرامرز. ۱۳۶۹. «روش مشاهده در علوم اجتماعی»، پژوهشنامه علوم انسانی. تهران: دانشگاه شهید بهشتی. شماره ۵، ص ۱۴۵–۱۲۰.
- رفیع‌پور، فرامرز. ۱۳۷۰. «تحلیل محتوا ـ روش تحقیق در وسایل ارتباط جمعی»، پژوهشنامه علوم انسانی. تهران: دانشگاه شهید بهشتی. شماره ۶، ص ۱۳۵–۶۴.
- رفیع‌پور، فرامرز. ۱۳۷۸. «تغییر ارزش‌ها در آیینه سینما و مطبوعات». نامه پژوهشی. سال ۴ شماره ۱۴ و ۱۵، ص ۳۰–۵.
- رفیع‌پور، فرامرز. ۱۳۸۳. «جهانی شدن، سرمایه‌گذاری خارجی و نابرابری درآمد»، نامه فرهنگستان علوم فصلنامه علمی و فرهنگی. شماره ۲۴ و ۲۵.
- رفیع‌پور، فرامرز. ۱۳۸۳. «عناصر زیربنایی جامعه ایران: نظام ایلی، دولت ستیزی و ساختار فئودال»، پژوهشنامه علوم انسانی. تهران: دانشگاه شهید بهشتی. شماره ۴۱ و ۴۲.
- رفیع‌پور، فرامرز. ۱۳۸۴. «در تضاد دین و علم»، فرهنگستان علوم ایران (به مناسبت بزرگداشت استاد دکتر مهدی بهادری نژاد).
- رفیع‌پور، فرامرز. ۱۳۸۵. «آفریقای جنوبی در گذر زمان»، پژوهشنامه علوم انسانی. تهران: دانشگاه شهید بهشتی. شماره ۵۲.
- رفیع‌پور، فرامرز. ۱۳۸۶. «جامعه آفریقای جنوبی: هماهنگی یا تضاد»، پژوهشنامه علوم انسانی. تهران: دانشگاه شهید بهشتی. شماره ۵۳.
- رفیع‌پور، فرامرز. ۱۳۸۶. «دولت و ملت در آفریقای جنوبی: حکومت سیاهان و رفتار سیاسی سفید و سیاه»، مجله علوم انسانی دانشکده ادبیات. تهران: دانشگاه تربیت معلم، شماره ۵۸، ویژه‌نامه علوم اجتماعی (شماره ۴).

- Rafipoor, Faramarz. 1988: Die Grenzen und Moeglichkeiten der Methoden empirischer Sozialforschung in den Laendern der Dritten Welt. Versuch einer allgemeinen Orientierung und ihre Konkretisierung auf der Basis der Erfahrungen im Iran. In: Social Strategies: Forschungsberichte Vol. 2، No.3، Pp1-40.
- Rafipoor, Faramarz 1992: “Der beduerfnisorientierte Ansatz in der Beratung: Theoretische Konzepte und Praktische Anwendungs – moeglichkeiten“ Pp. 227- 236. In: Volker Hoffmann (ed.): Beratung als Lebenshilfe: Humane Konzepte fuer eine laendliche Entwicklung. Weikersheim: Margraf ۱۹۹۲.